# 開星中学校・高等学校
開星中学校・高等学校（かいせいちゅうがっこう・こうとうがっこう）は、島根県松江市西津田に所在する私立中学校・高等学校。
通称は「開星」。「島根開星」と呼ぶこともある。

## 設置形態
- 中学校
- 高等学校（全日制課程）
  - 普通科のみ
  - 調理科（2008年度で募集停止）
  - キャリアデザインコース、特別進学コース(2022年に廃止)

## 沿革
- 1924年 - 大多和音吉・タカ夫妻により松江ミシン裁縫女学院創立。
- 1928年 - 松江洋裁女学校と改称。
- 1945年 - 松江被服専修女学校と改称。
- 1946年 - 松江高等実践女学校と改称。
- 1948年 - 学制改革により松江家政高等学校開校。家政科・専攻科・別科設置。
- 1952年 - 普通科増設。
- 1963年 - 学科を再編し、普通科・商業科・家政科・被服科・食物科を設置。
- 1973年 - 普通科を進学コース・実務コースに再編。
- 1977年 - 松江第一高等学校と改称。
- 1978年 - 普通科進学コースに男子入学。
- 1987年 - JR松江駅付近にあった校舎をおよそ1km南の桧山中腹へ移転。
- 1988年 - 学科を再編し、普通科・調理科を設置。全学級男女共学となる。硬式野球部も設立（初代監督野々村直通）。
- 1990年 - 東進ハイスクールや地元の予備校と提携し、普通科に特別進学クラスを設置。
- 1993年 - 野球部、夏の甲子園に島根県代表として初出場（松江第一高校名）。
- 1994年 - 開星中学校を開校、高校を開星高等学校と改称。
- 1996年 - 野球部、予選県大会で準優勝。
- 2001年 - 野球部、校名変更後、初の夏の甲子園出場。翌年も出場。
- 2006年 - 野球部、2008年まで夏の甲子園に3年連続出場。2007年は全国大会で初勝利。2010年は2年ぶりの出場。2011年は2年連続の出場。
- 2009年 - 野球部、センバツ初出場。翌年も出場。2016年には6年ぶりの出場。
- 2014年 - 野球部、予選県大会で優勝。
- 2017年 - 野球部、予選県大会で3年ぶりの優勝。
- 2019年 - 野球部、予選県大会で準優勝。
- 2025年 - 野球部、予選県大会で8年ぶりの優勝。

## 部活動
- 硬式野球部が強豪で、夏の甲子園に11回、センバツに3回出場、計13回経験がある。県大会優勝11回（1993年、2001年、2002年、2006年、2007年、2008年、2010年、2011年、2014年、2017年、2025年）、準優勝2回（1996年、2019年）。センバツ3回（2009年、2010年、2016年）

### 運動部
硬式野球（男）、柔道（男）、サッカー（男）、陸上競技（男女）、女子バレーボール、男子バスケットボール、新体操（女）、硬式テニス（男女）、チアリーディング（女）、弓道

### 文化部
吹奏楽、アカペラ、文芸、写真、美術、パソコン、書道、箏曲、服飾手芸、調理、華道、インターアクトクラブ、探求、茶道、自然科学、国際

### 同好会
軽音楽、ボードゲーム

## 不祥事
- 1998年の高校野球秋季大会の中国大会優勝を果たしたが、同年夏季シーズン開始以前に埼玉県から転入したレギュラー2人の一家転住偽装が11月末に発覚し、審議会の結果、夏季以降に2選手が出場した計14試合は無効となり、それに伴い中国大会優勝の実績と全国大会本戦出場の権利も消滅した。部長、監督は警告処分となり、該当2選手は1999年6月10日まで公式戦出場停止となった。

## 著名な出身者

### 野球
- 杉原洋（元野球選手）
- 梶谷隆幸（元野球選手）
- 糸原健斗（野球選手：阪神タイガース）[2]
- 白根尚貴（元野球選手）
- 田部隼人（野球選手：横浜DeNAベイスターズ）
- 山本大斗（野球選手：千葉ロッテマリーンズ）

### バレーボール
- 浅津ゆうこ（バレーボール選手：現バレーボール部コーチ）
- 杉原若葉（バレーボール選手）※中学のみ
- 神田さくら（バレーボール選手：ブレス浜松）※中学のみ

### テニス
- 錦織圭（テニス選手）※中学のみ。青森山田高校に進学。

### 柔道
- 松村颯祐（柔道選手）

## 参考資料
- 略史 学校法人 大多和学園 開星中学校・高等学校